# Cistugo
Cistugo és un gènere de ratpenats del sud d'Àfrica. Les dues espècies d'aquest grup han estat incloses tradicionalment al gènere Myotis (dins la família dels vespertiliònids), però estudis moleculars revelaren que es tracta d'un gènere distint de tots els altres vespertiliònids. De fet, és prou diferent per formar la seva pròpia família, Cistugidae.
El gènere conté les dues espècies següents:
- Cistugo lesueuri, Roberts, 1919: Lesotho i sud de Sud-àfrica
- Cistugo seabrae, Thomas, 1912: sud-oest d'Angola, Namíbia i el nord-est de Sud-àfrica